# Peter Hoeltzenbein
Peter Hoeltzenbein (født 7. april 1971 i Münster) er en tysk tidligere roer.
Hoeltzenbein deltog sammen med Colin von Ettingshausen i toer uden styrmand ved OL 1992 i Barcelona. Her vandt de deres indledende heat og kvalificerede sig til finalen med en andenplads i semifinalen. I finalen var briterne Steve Redgrave og Matthew Pinsent overlegne og vandt med mere end fem sekunder ned til Hoeltzenbein og von Ettinghausen på andenpladsen, mens slovenerne Iztok Čop og Denis Žvegelj tog bronzemedaljerne.
Hoeltzenbein vandt desuden VM-guld i otter i 1993 i Tjekkiet samt sølv i toer uden styrmand i 1994 i USA, denne gang sammen med Thorsten Streppelhoff.
I sit civile liv blev Hoeltzenbein jurist med speciale i sportsjura.

## OL-medaljer
- 1992:  Sølv i toer uden styrmand